# Signum Magnum
Signum Magnum (dal latino: un grande segno ) è un'esortazione apostolica di Papa Paolo VI riguardante la consacrazione alla Beata Vergine Maria.È stata pubblicata il 13 maggio 1967 nella Basilica di San Pietro a Roma, in occasione del 50º anniversario delle apparizioni della Madonna a Fatima, in coincidenza con la visita del Papa al Santuario di Fátima, a Cova da Iria, in Portogallo.

## Contenuto
Il titolo si riferisce ad Apocalisse 12: 1 "Un grande segno apparve nel cielo, una donna vestita di sole, con la luna sotto i suoi piedi e sul suo capo una corona di dodici stelle".
Signum Magnum inizia affermando che l'onore è stato accordato a Maria nel corso della storia e afferma che la maternità spirituale di Maria trascende i confini del tempo e dello spazio. Fa da sempre parte della storia della Chiesa, perché non cessa mai di esercitare il suo ufficio materno né di aiutarci.
Signum Magnum cita ripetutamente la Lumen gentium ed estende l'insegnamento sulla Vergine Maria, Madre della Chiesa. Rivolto ai vescovi cattolici del mondo, Paolo esorta "tutti i figli della Chiesa a rinnovare personalmente la loro consacrazione al Cuore Immacolato della Madre della Chiesa".

## Canto
Signum Magnum è anche il titolo del canto gregoriano per l'introito della festa dell'Assunzione della Vergine Maria, il 15 agosto. È simile al Puer Natus, il canto usato per l'introito del giorno di Natale.